# Camila Giorgi
Camila Giorgi (ur. 30 grudnia 1991 w Maceracie) – włoska tenisistka.

## Kariera tenisowa
Starty w zawodowych meczach rozpoczęła w sierpniu 2006 roku, biorąc udział w niewielkim turnieju ITF w Baku. Zagrała tam dzięki dzikiej karcie przyznanej przez organizatorów i osiągnęła spory sukces jak na debiut, docierając do półfinału imprezy. Podobne osiągnięcie powtórzyła dwa tygodnie później, na turnieju w Dżakarcie, tym razem przebijając się do fazy głównej z kwalifikacji. W latach 2007 i 2008 wielokrotnie startowała w podobnych turniejach, ale nie powtórzyła osiągnięć z roku 2006. Pierwszy sukces przyszedł we wrześniu 2009 roku, w Katowicach. Najpierw wygrała kwalifikacje, pokonując w decydującym o awansie meczu Irynę Kurjanowicz, a potem wygrała cały turniej, pozostawiając w pokonanym polu takie zawodniczki jak: Magdalena Kiszczyńska, Sandra Záhlavová, Michaela Paštiková, Agnes Szatmari i w finale Ksienija Pierwak. Jeszcze tego samego roku wygrała swój drugi turniej, w Toronto, pokonując w finale Anikó Kapros. W sumie wygrała pięć turniejów w grze pojedynczej rangi ITF.
W maju 2008 roku, dzięki dzikiej karcie zagrała po raz pierwszy w kwalifikacjach do turnieju WTA w Rzymie, ale przegrała w pierwszej rundzie z Jill Craybas. Po raz drugi spróbowała swych sił w lutym 2010 roku, na turnieju w Paryżu, ale też z podobnym skutkiem, tym razem przegrywając z Zuzaną Kučovą. Zagrała także w kwalifikacjach do wielkoszlemowego US Open, ale Patricia Mayr okazała się od niej lepsza już w pierwszym meczu.
Pomimo znikomych występów w rozgrywkach cyklu WTA, odniesione sukcesy w turniejach rangi ITF, pozwoliły jej na osiągnięcie po raz pierwszy w karierze drugiej setki światowego rankingu i 12 lipca 2010 roku została sklasyfikowana na 197. miejscu.
Po osiągnięciu 4. rundy Wimbledonu w 2012 roku, awansowała do pierwszej setki rankingu WTA.
W 2014 roku awansowała do pierwszego singlowego finału zawodów WTA Tour. W Katowicach przegrała w spotkaniu finałowym z Alizé Cornet 6:7(3), 7:5, 5:7. W październiku zanotowała finał w turnieju w Linzu, ulegając w nim wynikiem 7:6(4), 3:6, 6:7(4) z Karolíną Plíškovą.
W sezonie 2015 Włoszka ponownie osiągnęła finał zawodów w Katowicach, tym razem przegrywając 4:6, 3:6 z Anną Karolíną Schmiedlovą, a w czerwcu tegoż roku doczekała się pierwszego zwycięstwa w WTA Tour, a okazję wykorzystała w ’s-Hertogenbosch. W kolejnym miesiącu osiągnęła najwyższe w karierze, 30. miejsce w rankingu.
W 2016 roku po raz trzeci z rzędu wystąpiła w finale katowickiego turnieju, którego ponownie nie wygrała.
W 2017 roku osiągnęła półfinał w Shenzhen oraz ćwierćfinał w Birmingham. Awansowała także do trzeciej rundy Wimbledonu. Zakończyła sezon na 80. miejscu w rankingu singlowym WTA.
W lipcu 2018 osiągnęła swój najlepszy jak dotąd wynik w turnieju Wielkiego Szlema, awansując do ćwierćfinału Wimbledonu. We wrześniu doszła do półfinału turnieju rangi WTA Premier Series rozgrywanego w Tokio, pokonując po drodze między innymi Caroline Wozniacki. Po tym sukcesie powróciła na 30. miejsce w rankingu.

## Styl gry
Zawodniczka gra oburęcznym backhandem. Dysponuje bardzo szybkim serwisem, ale podczas podania popełnia wiele podwójnych błędów.

## Historia występów wielkoszlemowych
Legenda
     W, wygrany turniej
     F, przegrana w finale
     SF, przegrana w półfinale
     QF, przegrana w ćwierćfinale
     xR, przegrana w x rundzie
     Qx, przegrana w x rundzie kwalifikacji
     A, brak startu
     NH, turniej nie odbył się

### Występy w grze pojedynczej
| Australian Open        | A   | A   | A   | A   | A   | A   | A  | 1R | 2R | 3R | 1R | 1R | 2R | 3R | 3R | 2R | 3R | 3R | 1R | 0 / 11 | 13 – 11 |  |  |  |  |  |
| French Open            | A   | A   | A   | A   | A   | A   | Q3 | 1R | 2R | 2R | 2R | 1R | 3R | A  | 1R | 2R | 4R | 2R |    | 0 / 10 | 10 – 10 |  |  |  |  |  |
| Wimbledon              | A   | A   | A   | A   | A   | 1R  | 4R | 3R | 2R | 3R | 1R | 3R | QF | 1R | NH | 2R | 1R | 1R |    | 0 / 12 | 15 – 12 |  |  |  |  |  |
| US Open                | A   | A   | A   | A   | Q1  | Q2  | 1R | 4R | 1R | 2R | 1R | 1R | 2R | 1R | 2R | 1R | 2R | 1R |    | 0 / 12 | 7 – 12  |  |  |  |  |  |
|                        |     |     |     |     |     |     |    |    |    |    |    |    |    |    |    |    |    |    |    |        |         |  |  |  |  |  |
| Ranking na koniec roku | 944 | 833 | 480 | 285 | 244 | 149 | 79 | 93 | 35 | 34 | 83 | 79 | 26 | 98 | 76 | 34 | 67 | 56 |    | 0 / 46 | 45 – 46 |  |  |  |  |  |

### Występy w grze podwójnej
| Australian Open        | A | A | A | A | A | A | A | 1R | A | A | A | A | A | A | A  | A | A | A | A | 0 / 1 | 0 – 1 |  |  |  |  |  |  |
| French Open            | A | A | A | A | A | A | A | A  | A | A | A | A | A | A | A  | A | A | A |   | 0 / 0 | 0 – 0 |  |  |  |  |  |  |
| Wimbledon              | A | A | A | A | A | A | A | A  | A | A | A | A | A | A | NH | A | A | A |   | 0 / 0 | 0 – 0 |  |  |  |  |  |  |
| US Open                | A | A | A | A | A | A | A | A  | A | A | A | A | A | A | A  | A | A | A |   | 0 / 0 | 0 – 0 |  |  |  |  |  |  |
|                        |   |   |   |   |   |   |   |    |   |   |   |   |   |   |    |   |   |   |   |       |       |  |  |  |  |  |  |
| Ranking na koniec roku | – | – | – | – | – | – | – | –  | – | – | – | – | – | – | –  | – | – | – |   | 0 / 1 | 0 – 1 |  |  |  |  |  |  |

### Występy w grze mieszanej
Camila Giorgi nigdy nie startowała w rozgrywkach gry mieszanej podczas turniejów wielkoszlemowych.

## Finały turniejów WTA
| Legenda                     | Legenda |
| --------------------------- | ------- |
| Wielki Szlem                |         |
| Igrzyska olimpijskie        |         |
| WTA Tour Championships      |         |
| 2009 – 2020                 |         |
| WTA Premier Mandatory       |         |
| WTA Premier 5               |         |
| WTA Premier                 |         |
| WTA International Series    |         |
| WTA 125K series (2012–2020) |         |
| od 2021                     |         |
| WTA 1000 (obowiązkowe)      |         |
| WTA 1000 (nieobowiązkowe)   |         |
| WTA 500                     |         |
| WTA 250                     |         |
| WTA 125                     |         |

### Gra pojedyncza 10 (4–6)
| Końcowy wynik | Nr | Data                 | Turniej          | Nawierzchnia  | Przeciwniczka             | Wynik finału        |
| ------------- | -- | -------------------- | ---------------- | ------------- | ------------------------- | ------------------- |
| Finalistka    | 1. | 13 kwietnia 2014     | Katowice         | Twarda (hala) | Alizé Cornet              | 6:7(3), 7:5, 5:7    |
| Finalistka    | 2. | 12 października 2014 | Linz             | Twarda (hala) | Karolína Plíšková         | 7:6(4), 3:6, 6:7(4) |
| Finalistka    | 3. | 12 kwietnia 2015     | Katowice         | Twarda (hala) | Anna Karolína Schmiedlová | 4:6, 3:6            |
| Zwyciężczyni  | 1. | 14 czerwca 2015      | ’s-Hertogenbosch | Trawiasta     | Belinda Bencic            | 7:5, 6:3            |
| Finalistka    | 4. | 10 kwietnia 2016     | Katowice         | Twarda (hala) | Dominika Cibulková        | 4:6, 0:6            |
| Zwyciężczyni  | 2. | 14 października 2018 | Linz             | Twarda (hala) | Jekatierina Aleksandrowa  | 6:3, 6:1            |
| Finalistka    | 5. | 4 sierpnia 2019      | Waszyngton       | Twarda        | Jessica Pegula            | 2:6, 2:6            |
| Finalistka    | 6. | 24 sierpnia 2019     | Nowy Jork        | Twarda        | Magda Linette             | 7:5, 5:7, 4:6       |
| Zwyciężczyni  | 3. | 15 sierpnia 2021     | Montreal         | Twarda        | Karolína Plíšková         | 6:3, 7:5            |
| Zwyciężczyni  | 4. | 26 lutego 2023       | Mérida           | Twarda        | Rebecca Peterson          | 7:6(3), 1:6, 6:2    |

## Wygrane turnieje rangi ITF
| turnieje z pulą nagród 100 000 $ |
| turnieje z pulą nagród 75 000 $  |
| turnieje z pulą nagród 50 000 $  |
| turnieje z pulą nagród 25 000 $  |
| turnieje z pulą nagród 15 000 $  |
| turnieje z pulą nagród 10 000 $  |

### Gra pojedyncza
|    | Data       | Turniej   | Kat. | ($)    | Naw.   | Finalistka           | Wynik         |
| 1. | 06/09/2009 | Katowice  | ITF  | 25 000 | ziemna | Ksienija Pierwak     | 6:2, 6:3      |
| 2. | 22/11/2009 | Toronto   | ITF  | 50 000 | twarda | Anikó Kapros         | 4:6, 6:4, 6:0 |
| 3. | 24/10/2010 | Rock Hill | ITF  | 25 000 | twarda | Irina Falconi        | 6:3, 6:4      |
| 4. | 29/05/2011 | Carson    | ITF  | 50 000 | twarda | Alexa Glatch         | 7:6, 6:1      |
| 5. | 22/04/2012 | Dothan    | ITF  | 50 000 | ziemna | Edina Gallovits-Hall | 6:2, 4:6, 6:4 |